# Nogent-le-Sec
 Nogent-le-Sec  là một xã thuộc tỉnh Eure trong vùng Normandie miền bắc nước Pháp.